# German Educational Reconstruction Committee
German Educational Reconstruction Committee (abgekürzt: G.E.R. oder auch GER) war ein von deutschen Emigranten in Großbritannien in enger Zusammenarbeit mit der Labour Party gegründetes Projekt, das sich mit der Planung und Vorbereitung einer Neuordnung des Bildungs- und Erziehungssystems im Nachkriegsdeutschland beschäftigte. Die Gründung erfolgte 1943 in London, 1958 wurde die Organisation offiziell aufgehoben.

## Reeducation oder Reconstruction?
Schon früh gab es bei den alliierten Besatzungsmächten Planungen für die Zeit nach einem Sieg über Nazi-Deutschland. Das besiegte Land sollte nach seiner militärischen Niederlage zu einer friedlichen und demokratischen Gesellschaft umgeformt werden, und die Bildungspolitik sollte ein wichtiger Baustein in diesem Prozess sein. Die entsprechenden Planungen liefen bei den Alliierten unter unterschiedlichen Namen: Bei den Amerikanern wurden sie unter dem Begriff Reeducation (oder auch Re-Education) zusammengefasst, die Briten sprachen von Reconstruction, die Franzosen von Mission Civilisatrice und die Sowjets von antifaschistisch-demokratischer Umgestaltung.

Der von den Amerikanern geprägte Begriff Reeducation hat sich bis heute als Oberbegriff gehalten und bedeutet Umerziehung. Dieses Konzept war nicht unumstritten. 

„«Re-education», verstanden als Urnerziehung, drückte nicht zuletzt das Machtgefälle zwischen Siegern und Besiegten aus. In einer kleinen Studie des ehemaligen britischen «education-officer» Ronald Wilson wird allerdings auch nachgewiesen, daß diese Bezeichnung schon mit ihrem ersten Auftauchen – nach Wilson hat sie zuerst der britische Diplomat Lord Vansittart 1941 verwendet –  in England umstritten war. 1943 sei in England mit dem Ziel, «die Koalitionsregierung davon zu überzeugen, daß es wichtig sei, Erziehungsfachleuten und Lehrern aus dem deutschsprachigen Europa, die nach Großbritannien geflüchtet waren, sobald wie möglich nach Kriegsende die Rückkehr in das Bildungswesen ihres Heimatlandes zu ermöglichen», die freie Vereinigung «German Educational Reconstruction Committee» (GER) gegründet worden. Deutsche Emigranten waren maßgeblich daran beteiligt. Wilson geht es darum zu zeigen, daß in der britischen Diskussion schon früh der intentional und emotional anders besetzte Begriff von «educational reconstruction» neben dem der «re-education» eine Rolle gespielt habe. Im realen Ablauf der Besatzungspolitik stand jedoch zuerst «re-education» im Vordergrund, in der amerikanischen Besatzungszone ebenso wie in der britischen und analog der französischen Zone. Im Rahmen des Potsdamer Abkommens waren die Militärregierungen während der ersten Besatzungsperiode bemüht, die «re-eclucation» als Instrument für die Einführung der Demokratie nach ihrem eigenen Muster zu benutzen.“

Vor diesem Hintergrund ist es sicher kein Zufall, dass eine von deutschen Emigranten mitgegründete und mitgetragene Organisation sich auch von der Namensgebung her mehr dem Konzept der reconstruction als der reeducation verpflichtet fühlte. Schon von ihrem eigenen Selbstverständnis her fühlten sich viele Emigranten nicht als Besiegte, sondern als die Vertreter des anderen Deutschlands oder des wahren Deutschlands. „Die Organisation setzte sich mit dem Begriff Reconstruction bewusst von der Reeducation-Vorstellung und den Vorhaben aus der amerikanischen Perspektive ab. Sie wollte damit zum Ausdruck bringen, dass das Ziel nicht als eine Umerziehung des gesamten Volkes verstanden werden sollte, sondern als ein konstruktiver Beitrag im Sinne politisch-erzieherischer Hilfeleistung beim Wiederaufbau in einer sich abzeichnenden Zeit der Rat- und Hilflosigkeit in Deutschland.“

## Was war dasGerman Educational Reconstruction?
Das umfangreich Archivmaterial über das G.E.R. lagert heute im Archiv des „Institute of Education“ am University College London. Auf der dortigen Homepage wird die Frage, was das G.E.R. sei, folgendermaßen beantwortet: 

„German Educational Reconstruction (GER) war eine 1943 in London gegründete Freiwilligenorganisation mit dem Ziel, geflüchtete deutsche Pädagogen auf ihre Rückkehr nach Deutschland vorzubereiten. Ihr Hauptaugenmerk galt der Umstrukturierung des deutschen Schulsystems nach ‚demokratischen Prinzipien‘. Nach dem Krieg verlagerte sich der Schwerpunkt auf die Förderung der deutsch-britischen Beziehungen; GER agierte als Informationsbüro und förderte die Kommunikations und den Austausch zwischen britischen und deutschen Pädagogen. GER hat eine Vielzahl von Aktivitäten durchgeführt, darunter die Organisation von Konferenzen, Vorträgen und Studiengruppen, die Zusammenarbeit mit anderen Freiwilligenorganisationen, die Organisation von Jugendaustausch und Jugendarbeit, die Veröffentlichung und Verteilung von Memoranden, Broschüren und Lehrbüchern. GER wurde 1958 aufgelöst.“

Auch wenn hier das Einwirken auf die Nachkriegsentwicklung in Deutschland in den Vordergrund gerückt wird – es gab auch noch eine andere Aufgabe, und die zielte auf die britische Bevölkerung, die Deutschen gegenüber sehr skeptisch eingestellt war. Ein deutscher Emigrant, Fritz Lustig, der 1939 nach England gekommen war, beschreibt das so: 

„Ich war seit Jahren daran gewöhnt gewesen, mich zu verstellen, um keinen Preis aufzufallen, keinen Fehler zu machen. In England, dachte ich, wird alles anders. Aber die Stimmung gegenüber Flüchtlingen, zumal jüdischen aus Deutschland, war schlecht. Und ich mit meinem deutschen Namen und deutschen Akzent musste mich wieder zurückhalten, möglichst wenig sprechen, nicht auffallen.“

Vielen der Gründerinnen und Gründer des G.E.R. dürften derartige Erfahrungen nicht fremd gewesen sein. Viele von ihnen waren gerade erst aus Internierungslagern auf der Isle of Wight, in Kanada oder in Australien wieder nach England zurückgekommen, weil sie trotz ihrer anti-nationalsozialistischen Einstellung als Enemy Alien behandelt worden waren. Sie wollten nun „objektive Aufklärungsarbeit gegenüber einer reservierten britischen Bevölkerung und gegenüber einflussreichen öffentlichen und politischen Stellen über die Situation in Deutschland und das deutsche Volk leisten, um das Bild des Deutschen differenziert darstellen zu können.“ Dies bestätigt auch Fritz Eberhard im Hinblick auf von ihm unternommene Aufklärungsversuche der englischen Öffentlichkeit: 

„Das waren alles Versuche, in England Informationen zu geben und eine notwendige Propaganda gegen ein einseitiges Deutschlandbild zu machen. Die Gegenpropaganda richtete sich in erster Linie gegen Vansittart. Dieser Name war ein Programm. Er war lange Zeit der ständige erste Berater der britischen Regierung […] Dieser Mann war durch viele Jahre der höchste Beamte im englischen Staat, und er hat sich als erster Propagandist gegen Deutschland betätigt.“

Um diese doppelte Zielsetzung realisieren zu können, Aufklärung der britischen Öffentlichkeit und Vorbereitung eines demokratischen Deutschlands, stellte sich das G.E.R. vier Aufgaben für seine Arbeit:
- Informationen über die wirkliche geistige und erzieherische Lage Deutschlands zu sammeln und zu bewerten.
- Vorschläge für den Neuaufbau der deutschen Erziehung für die britische Administration und für zukünftige Mitarbeiter bzw. Träger von Einrichtungen des Bildungssystems auszuarbeiten.
- Sammlung aller erzieherischer Kräfte der deutschen Emigration.
- Aufnahme von Kontakten zu britischen und internationalen Erziehern und Jugendführern.

## Die Gründung des G.E.R.
Folgt man Fritz Borinski, dann verdankt sich die Gründung des G.E.R. einem glücklichen Zufall. Auf der Rückreise aus der Internierung in Australien nach England unterhielt er sich im November 1941 mit einem anderen Ex-Internierten über die Zukunft. Sein Gesprächspartner wollte Engländer werden, Soldat werden, die neue Heimat verteidigen. Borinski wollte Deutscher bleiben, glaubte an und hoffte auf die Niederlage Hitlers und wollte „den Aufbau eines freien Deutschlands mit Freunden im Exil vorbereiten“.
Mitte 1942 erhielt, Borinski wohnte inzwischen in London, erhielt er einen Brief von Ilmari Federn, dem Sohn von Karl Federn. Ilmari Federn hatte auf der Schiffsreise im November das Gespräch von Fritz Borinski mitangehört, seinen Eltern nach der Ankunft von diesem Gespräch erzählt, und seine Mutter wiederum „habe darüber mit der Gattin eines hohen Beamten im Board of Education gesprochen, mit der sie gut bekannt sei“. Federn stellte eine Kontaktaufnahme durch eine Mrs. Wood in Aussicht.
Diese Mrs. Wood war Phylis Wood, die Frau von Sydney H. Wood. Er war ein guter Kenner des Erziehungswesens in der Weimarer Republik und Bekannter von Carl Heinrich Becker. Woods war „seit 1938 Leiter der Abteilung für Lehrerausbildung (..). Acht Jahre lang leitete er auch die Abteilung für Nachrichtenwesen und Außenbeziehungen des Ministeriums. Am Ende des Zweiten Weltkrieges war er maßgeblich an der Gründung von Englands Emergency Training Colleges für ehemalige Soldaten und Frauen beteiligt. Seit dem Krieg vertrat er das Ministerium auf der Internationalen Bildungskonferenz in Australien.“
Wood hatte bereits beim Ausbruch des Zweiten Kriegs den Vorschlag gemacht, dass der British Council in England die kulturelle Gastfreundschaft auf die Deutschen, Österreicher, Polen und Tschechen ausdehne, die hier Zuflucht gefunden hätten. Seine für die damalige Zeit eher ungewöhnliche Initiative für eine kulturelle Gastfreundschaft für Flüchtlinge wurde zunächst von der Realität eingeholt. Die deutschen Bombenangriffe auf England und die Invasion Frankreichs zwangen den British Council dazu, seine Energien vorerst den alliierten Soldaten, Seeleuten und Fliegern zu widmen. Doch bereits 1941 forderte Wood die Regierung erneut auf, Schritte zu unternehmen, um deutschen Lehrern und Sozialarbeitern in England zu helfen, sich für eine Rückkehr nach Deutschland nach dem Krieg vorzubereiten. Aber auch dieser Versuch erwies sich nicht als erfolgreich. Nachdem mehrere Vorstöße von Wood zur Unterstützung deutscher Flüchtlinge erfolglos geblieben waren, reifte bei ihm und seiner Frau Phyllis der Gedanke, aus eigener Kraft tätig werden zu müssen.
Das war die Ausgangssituation für die Einladung an Fritz Borinski, der drei Wochen später ein gemeinsames Treffen mit Werner Milch folgte. Vor allem auf Wunsch von Phyllis Wood wurde bald auch Minna Specht hinzugezogen. Die drei entwickelten einen Plan, der mit den Woods abgestimmt wurde: „Wir kamen überein: keine große, teure Organisation, keine laute Publizität, keine theoretischen Diskussionen und Konstruktionen am grünen Tisch, sondern ein kleiner Arbeitskreis vertrauenswürdiger Menschen, die in der Stille arbeiteten und zur praktischen Konsequenz bereit, d. h. des ernsten Willens sein sollten, zur gegebenen Zeit nach Deutschland zurückzugehen.“
Zu dieser Kerngruppe um Borinski, Milch und Specht stießen im Winter weitere Personen hinzu:
- Walter Auerbach
- Werner Burmeister[12]
- Fritz Eberhard
- Otto Kahn-Freund
- Magda Kelber
- Hilde Meisel

Sie alle waren nicht nur geflüchtete Lehrer oder Sozialarbeiter, sondern Flüchtlinge aus politischen Gründen und politischen Überzeugungen. Anders als die Mitglieder der Free German League of Culture in Great Britain, die mehrheitlich der kommunistischen Partei nahestanden, orientierten sich diese G.E.R.-Gründungsmitglieder eher an den Sozialdemokraten und kooperierten mit der Labour Party, weshalb das G.E.R. auch als Projekt der Union deutscher sozialistischer Organisationen in Großbritannien gilt. Zu dieser hatten sich neben der SOPADE, der Exilorganisation der SPD, vor allem Organisationen zusammengefunden, die sich in der Weimarer Republik von der SPD abgespalten hatten (wie die SAP) oder als linke Opposition von außen auf diese einwirken wollten (so der ISK). Aus der Union gingen viele Personen hervor, die die sozialdemokratische Nachkriegspolitik in West-Deutschland geprägt haben.
Einen entscheidenden Fortschritt für die Arbeit des noch losen Bündnisses kam im Februar 1943 durch Bertha Bracey, die £ 100,-- aus einem Quäker-Fonds zur Verfügung stellen konnte. Damit war es möglich, Borinski und Milch als Sekretäre zu beschäftigen und Minna Specht als „Research Assistant“ zu finanzieren. Das war der Startschuss für das G.E.R. als Organisation. Im April 1943 wurde dem Komitee ein Board zur Seite gestellt, dessen Vorsitzender Sydney H. Wood wurde, während Phyllis Wood als Schatzmeisterin fungierte. Weitere Board-Mitglieder waren:
- Bertha Bracey
- Fritz Burchardt
- John MacMurray[13]
- Karl Mannheim

Auf der zweiten Sitzung des Boards am 3. Juni 1943 erhielt das bislang noch namenlose Komitee seinen Namen und die Zuständigkeiten wurden festgelegt: „Während der Board die Arbeit von G.E.R. nach außen veertrat und für die Finanzierung sorgte, sollte die pädagogische Planung auf der deutschen Seite durch einen Hauptausschuß bestimmt werden, ein ›Standing Committee‹, dem außer den Sekretären die Leiter der Arbeitsgruppen und Vertreter der deutschen Kirchen und Gewerkschaften angehörten. Board und Standing Committee haben gut zusammengearbeitet.“ „Auf der Suche nach einer breiteren Basis für eine Erziehungskonzeption befassten sich die einzelnen Arbeitsgruppen innerhalb der Organisation mit Vorschlägen für das gesamte Erziehungs- und Bildungwesen. Um die eigenen Vorstellungen umfassend zu fundieren und zu legitimieren, setzte sich GER nicht nur mit der deutschen Situation auseinander, sondern studierte intensiv auch das englische Erziehungssystem sowohl in seiner theoretischen Begründung als auch in seiner konkreten Bildungs- und Erziehungspraxis. Bulletins fassten die zum Teil vergleichend ausgerichteten Untersuchungen zusammen. Die Mitglieder von GER führten Wochenendtagungen durch, sie trafen sich mit englischen Erziehern und englischen Studierenden. Wichtig für die Arbeit waren Kontakte zu anderen Organisationen in England und auch im Ausland. So entstanden Verbindungen zu deutschen Kriegsgefangenen in England und auch zu Emigrantenorganisationen. Es gab Kontakte zu vergleichbaren Gruppen in den USA, in Schweden und in der Schweiz.“

## Aktivitäten in England bis zum Kriegsende

### Selbstqualifizierung und Konzeptentwicklung
Auf die Bedeutung der Selbstqualifizierung als Vorbereitung für die Rückkehr nach Deutschland wurde oben schon hingewiesen. Dem diente ein sehr breites Programm. 

„Auf der Suche nach einer breiteren Basis für eine Eıziehungskonzeption befassten sich die einzelnen Arbeitsgruppen innerhalb der Organisation mit Vorschlägen für das gesamte Erziehungs- und Bildungswesen. Um die eigenen Vorstellungen umfassend zu fundieren und zu legitimieren, setzte sich GER nicht nur mit der deutschen Situation auseinander, sondern studierte intensiv auch das englische Erziehungssystem sowohl in seiner theoretischen Begründung als auch in seiner konkreten Bildungs- und Erziehungspraxis. Bulletins fassten die zum Teil vergleichend ausgerichteten Untersuchungen zusammen. Die Mitglieder von GER führten Wochenendtagungen durch, sie trafen sich mit englischen Erziehern und englischen Studierenden. Wichtig für die Arbeit waren Kontakte zu anderen Organisationen in England und im Ausland. So entstanden Verbindungen zu deutschen Kriegsgefangenen in England und auch zu Emigrantenorganisationen. Es gab Kontakte zu vergleichbaren Gruppen in den USA, in Schweden und in der Schweiz.“

G.E.R. hatte außerdem eine kleine Schriftenreihe, „A series of pamphlets“, aufgelegt, die sich mit verschiedenen Aspekten des Bildungswesens und des kulturellen Lebens in Deutschland befasste:
- Minna Specht and Alfons Rosenberg:[17] Experimental Schools in Germany
- Helmut von Rauschenplat:[18] Vocational Training in Germany
- Fritz Borinski and Werner Milch: «Jugendbewegung», the Story of German Youth, 1890–1933 (ready shortly)
- Charlotte Jacob: Experiments with Uprooted Children (ready shortly)

Die vier zuvor genannten Schriften waren 1945 bereits erschienen. „In active preparation“ befanden sich:
- Kurt Emmerich and Karl E. Meyer: Christian Education in Post-War Germany
- Werner Milch and Ernst Schoen: The German Broadcasting System
- Hans Liebeschütz (and others): Teaching History in German Schools
- Fritz Borinski: The Future of German Adult Education
- Erich Hirsch: Youth Welfare in Post-War Germany
- Heinz Schuerer: Public Libraries in Germany

Eine von Fritz Borinski bereits 1942 begonnenen Arbeit über  The German Volkshochschule konnte weder in dieser Reihe noch als eigenständige Publikation erscheinen. Sie wurde erstmals 2014 veröffentlicht.
Über die schon erwähnte kleine Broschüre hinaus entwickelte auch Minna Specht „im Rahmen des ISK und für das ‚German Educational Reconstruction Committee‘ (G.E.R.) Konzepte zur Schulpolitik im Nachkriegsdeutschland und zur Umerziehung der in der NS-Ideologie aufgewachsenen deutschen Jugend (‚Gesinnungswandel. Die Erziehung der deutschen Jugend nach dem Weltkrieg‘, London 1943).“

### Erinnerung an das kulturelle Erbe
Seit 1944 veranstaltete das G.E.R. eine Sammlung von Auszügen und Kurzschriften, „die nach dem Kriege als Jugendschriften oder zur Verwendung an Volkshochschulen und Lehrerbildungsstätten in den Dienst einer neuen deutschen Erziehung gestellt werden könnten“. Das Ergebnis der Sammlung waren 82 Lesebogen (Heftchen), deren innerer roter Faden es war, Interesse an den Wertvorstellungen anderer Kulturen zu wecken, zur Verständigung untereinander und mit anderen Nationen beizutragen und ganz allgemein „Hilfen für einen demokratische und friedliebende Erziehung“ bereitzustellen. Die Herstellung der Sammlung gestaltete sich schwierig:

„Der Herstellung und Sammlung der Manuskripte standen grosse Schwierigkeiten entgegen: wenige Flüchtline hatten geeignete Bücher, den meisten fehlte es an einer Schreibmaschine, dazu kam die Papierknappheit
während des Krieges, und die grösste Hemmung lag in dem Mangel an Zeit, da alle Mitarbeiter voll beruflich beschäftigt waren und ausserdem an deutschen und englischen Organisationen mitarbeiteten. Die Schwierigkeiten wurden überwunden in einer Gruppenarbeit, bei der oft einer ein geeignetes Buch empfahl oder lieh, ein zweiter den Auszug zusammenstellte, ein dritter das Abschreiben besorgte, wieder andere kollationierten, fachmännischen Rat gaben oder Abänderungsvorschläge machten.“

 Hinzu kamen die knappen materiellen und finanziellen Ressourcen zur Herstellung der Lesebogen, wie der Schriftwechsel von Martha Friedländer mit Werner Milch immer wieder verdeutlicht. Papier war knapp, Portokosten mussten finanziert werden, mal gab es eine Spende aus der ISK-Kasse, mal sollte die G.E.R.-Kasse für vorgestreckte Auslagen aufkommen. Zudem war die Zusammenarbeit erschwert, da viele Abstimmungen nur schriftlich erfolgen konnten, was zeitaufwändig war und auch schon mal zum Verlust von Briefen oder Manuskripten führte.
Die Lesebogen verfügten über eine große thematische Bandbreite, die von Albert Schweitzer oder Fridtjof Nansen über Erich Kästner und Franz Werfel bis zu dem indischen Autor Dhan Gopal Mukerdschi oder dem Chinesen Chiang Yee reichte. Die meisten Lesebogen waren auf Deutsch verfasst, aber „einige englische und ein französischer Lesebogen sollen dem fremdsprachlichen Unterricht neue Stoffe fortschrittlichen Inhalts zuführen“.
Während der Zeit der Emigration wurden viele Lesebogen nur mit einfachsten Mitteln vervielfältigt. Auch erste lizenzrechtliche Fragen tauchten auf, Nachdruckrechte wurden eingeholt, teilweise auch verweigert. Für die Nachkriegszeit war offenbar angedacht, die Lesebogen in Zusammenarbeit mit deutschen Verlagen herauszugeben. Aus einem Schreiben von Werner Milch vom 8. August 1946 an Martha Friedländer, die zu diesem Zeitpunkt noch in England ist, geht hervor, dass das G.E.R. Richard Schmidt eine Vollmacht erteilt hatte, in seinem Namen die Verhandlungen mit Verlagen zu führen. Richard Schmidt (1884–1966) war der Inhaber der Buchhandlung Robert Peppmüller in Göttingen und langjähriges ISK-Mitglied. Nach dem Zweiten Weltkrieg trat er der SPD bei und gehörte zu den Wiederbegründern der Philosophisch-Politischen Akademie.
In London hatte ein „Textbook Officer“ schon seit Oktober 1944 Schulbücher der Weimarer Republik auf ihre Verwendungsfähigkeit im Nachkriegsdeutschland geprüft. Diese Arbeit fand ihre Fortsetzung in der Britischen „Textbook Section“ in Bünde: „Nach Vorarbeiten in London im Jahre 1944 wurde im Juli 1945 in Bünde die Schulbuchabteilung der Bildungsabteilung gegründet, um die wichtige Aufgabe zu übernehmen, Lehrmaterial zu produzieren, das von Nationalsozialismus, Militarismus und anderen Nazi-Doktrinen unbeeinträchtigt ist.“ Im Umfeld dieser Schulbuchabteilung war auch die Verleger- und Schulbuchausschuß-Konferenz angesiedelt, auf der das Konzept der Lesebogen am 22. November 1946 vorgestellt wurde. Dort und in Folgekonferenzen kam es auch zu Kontakten mit westdeutschen Verlagen, wie Martha Friedländer an Werner Milch berichtete. Im Vorfeld einer solchen Konferenz schreibt sie am 27. April 1947, dass es darum ginge, Verträge mit zunächst vier Verlagen unter Dach und Fach zu bringen, und kommt dann auf die damit verbundenen Schwierigkeiten zu sprechen: „Es stockt wieder mal alles. Vielleicht sehe ich die Herren [Verleger] in Bünde, wohin ich morgen zu einer 3tägigen Sitzung fahre. Es spricht vieles dafür, auch einen Verlag in der frz. Zone Lesebogen anzubieten. Dagegen spricht, die weite Entfernung. Jeder Bogen erfordert häufigen Briefwechsel über alle möglichen Fragen, nach Köln zu Schaffenstein dauert ein Brief schon oft 8 Tage. Ausserdem wäre es gut, wenn nicht zu viele Verlage beteiligt sind, das kompliziert ja auch sehr.“ Nach der Konferenz zeichnete sich aber dennoch ein Hoffnungsschimmer ab, wie sie am 5. Mai an Werner Milch berichten konnte: Einige Lesebogen sollten im Laufe des Sommers 1947 bei Westermann erscheinen, andere im Märkischen Verlag. Zugleich berichtete sie aber auch, dass sich die Verweigerungen von Nachdruckrechten häufen, sowohl seitens deutscher als auch amerikanischer Verlage.
Ob sich damit die Hoffnungen seitens des G.E.R. erfüllt haben, „dass es uns gelungen ist, in der Ferne einen guten Beitrag zum Neuaufbau der deutschen Erziehung zu leisten, und dass unsere Bemühungen nun bald ihr Ziel erreichen können in der Drucklegung und Veröffentlichung der vorliegenden Manuskripte“, muss offen bleiben. Weder im Katalog der Deutschen Nationalbibliothek (DNB) noch im Online-Katalog des Georg-Eckert-Instituts für internationale Schulbuchforschung lassen sich dafür eindeutige Belege finden. Allerdings: Auf der schon zitierten Seite des London Institute of Education zur „Bestandsübersicht Lesebogen“ findet sich der Hinweis auf einen Streit mit dem Georg-Westermnaan-Verlag um die Verlagsrechte für Alan Alexander Milnes Buch Winnie-the-Pooh. Eben darüber erschien 1948 in der Reihe Westermann-Texte ein vierzigseitiges Heft, bearbeitet von Fritz Schneider. In dieser Reihe erschien auch der einzige dem G.E.R. direkt zurechenbare Text: La Vie de Pasteur (Extraits) / Pasteur Vallery-Radot. Als Schullektüre hrsg. von German Educational Reconstruction, bearb. von Fritz Oeding. Ob weitere Lesebogen in dieser Reihe aufgegangen sind, ist unklar.
Weitere Hinweise auf die Lesebogen ergeben sich aus einer Studie von Gisela Teistler. Sie spricht zwar von Leseheften, meint aber damit offensichtlich die Lesebogen: „Die von der G.E.R. initiierten Publikationen enthielten nicht nur zwei Sammlungen, sondern zudem Stifters Hagestolz in einer weiteren Reihe der G-E-R-Lesehefte, die offensichtlich nicht fortgesetzt wurde. […] Auch zwei Hefte der Serie Helden des Friedens (in der Gruppe Geschichte) wurden herausgegeben von der G.E.R. (Curie;Valery-Radot). Außerdem erschienen im Pädagogischen Verlag Schulz in Berlin von Wiechert: Von den treuen Begleitern. – Andere Materialien erschienen in Göttingen im Verlag Öffentliches Leben, die nicht unbedingt für den Schulgebrauch gedacht waren, weshalb sie in der Liste der neuen Schulbücher hier nicht aufgeführt sind (Silone: Der Fuchs; Keller: Die Verantwortung tragen wir alle; Traven: Öl und Land; Sejfullino: Der Ausreißer; Benedict: Rassenforschung und Rassentheorie).“
Der erwähnte Hagestolz von Adalbert Stifter wird im Katalog der DNB als GER-Leseheft 1 ausgewiesen. Die zwei Sammlungen, auf die Teistler verweist, sind ebenfalls bei Westermann erschienen:
- Von Natur und Menschenleben. Gedichte aus der Zeit von Goethe bis Dehmel, erschienen 1947 als G-E-R-Leseheft 2;

- Der Regenbogen. Eine Anthologie deutscher Gedichte von Liliencron bis in die Gegenwart, erschienen 1948 als G-E-R-Leseheft 3.[35]

An anderer Stelle erwähnt Teistler die vom G.E.R. initiierte Reihe Helden des Friedens, „deren Veröffentlichung nun mit Hilfe des Arbeitskreises um Eckert unterstützt wurde. […] Schon im September 1946 wurde die Veröffentlichung dieser Serie auf einer Tagung des Braunschweigischen Landes-Lehrbuchausschusses beschlossen […]; die ersten Bände erschienen jedoch erst 1948, was ein weiteres Mal die Engpässe in der Papierversorgung vor Augen führt.“ Elf Hefte seien in dieser Reihe erschienen, deren Besonderheit es gewesen sei, dass sie den Blick nicht auf große Staatsmänner und Kriegshelden der Geschichte gelenkt habe. Sie befassten sich stattdessen „mit Wohltätern und Friedenhelden des Alltags in einer Auswahl von Kurzbiografien verschiedener für die Menschheit bedeutender Persönlichkeiten wie Abbe, Curie, Edison, Beethoven, Nansen, Pasteur, Kagavam Schweitzer, Livingstone, Rasmussen und Tolstoi. […] Auch hier wurde ein anderer Zugang zur Geschichte gewählt, der gleichermaßen einer Friedenserziehung dienen sollte.“

### Personelle Vorbereitungen auf die Rückkehr nach Deutschland
Im Nachlass von Hildegard-Feidel-Mertz gibt es Unterlagen, die belegen, dass schon früh darüber nachgedacht wurde, welche Personen man für den Wiederaufbau des Bildungswesens im Nachkriegsdeutschland gewinnen könne. Dabei ging es nicht nur um Emigrantinnen und Emigranten in England, sondern auch in vielen anderen Emigrationsländern. So taucht z. B. in der Liste auch Alfred Dang auf, der zu der Zeit an der Pestalozzi-Schule Buenos Aires arbeitete. Eine erste Liste vom 21. Juli 1944 umfasste 198, die allerdings vom „Central European Joint Committee“ herausgeben worden war und von Fritz Demuth an G.E.R. übersandt wurde. Demuth war der Leiter der Notgemeinschaft deutscher Wissenschaftler im Ausland und verfügte über hervorragende Kontakte zu emigrierten deutschen Wissenschaftlern. Unklar ist allerdings, ob die von ihm übersandte Liste von ihm stammte oder mehr ein Produkt des „Central European Joint Committee“ war. Dieses Komitee nämlich war eine Einrichtung des „Ministry of Economic Warfare, parent of the Special Operations Executive, formed by Churchill to ‚set occupied Europe ablaze‘ by sabotage, assassination and a multitude of dirty tricks“, bei dem zum Beispiel auch Hilde Meisel.

Weitere solche Listen existieren aus dem Jahre 1946, die G.E.R. selber zuzurechnen sind. Sie basieren offenbar auf Bewerbungen rückkehrwilliger Emigranten, die sich mit Lebenslauf, Übersicht über die damalige Tätigkeiten und Zukunftsabsichten vorstellten. Ein Beispiel aus der 86 Namen umfassenden Zusammenstellung ist Dr. Max A. Warburg, der Sohn von Aby Warburg. Max Warburg lebte damals in den Niederlanden und war Lehrer an der Quäkerschule Eerde. In seinem von Holland aus verfassten Bewerbungsschreiben vom 11. September 1945 heißt es: 

„«During the last year, under the pressure of German occupation in this country, the problem of German re-education has become a most imperative concern to my wife and me.» (siehe beigefügte Manuskripte!) «Our efforts to enter Germany have until now been in vain. As isolated individuals we shall hardly ever have a chance to get there lacking any contact with the competent authorities and organized groups working for the purpose we have chosen. Obviously Holland, on thies regard, is a dead end.» (Schon über B.Bracey und die Quäker beantragt, auf die Liste von GER gesetzt zu werden, Mitgliedschaft wird beantragt.) «Belonging to your association would free us from a feeling of isolation which is gradually overcoming us here (though individually we are meeting with some understanding and would give us some hope to reach our Goal before becoming apopleptic or beeing blessed by the next war.»“

Das Zitat ist nicht nur interessant, weil es etwas über die Gefühlslage und die Hoffnungen von Menschen aussagt, die bereits 12 Jahre in der Emigration gelebt haben, sondern auch wegen der beiden jeweils in runde Klammern gesetzten Einschübe, die von einem Verantwortlichen von G.E.R. stammen.
Der erste Einschub verweist auf ein mehr als dreiseitiges Konzept „A Project for adult Re-Education in Germany“, das Warburg seiner Bewerbung beigefügt hatte und in dem er seine Vorstellungen einer notwendigen Reeducation begründet. Seine Sorge gilt vor allem den 17- bis 25-jährigen Deutschen und den vielen sich darunter befindenden Ex-Soldaten. In dieser Gruppe sieht er die jungen Menschen, die einerseits in der Schule besonders stark durch die Nazi-Ideologie beeinflusst worden seien, oder jene, denen durch ihre Militärzeit die Möglichkeit zu einer umfassenden Bildung vorenthalten worden sei. Warburg redet einer intellektuellen und politischen Reeducation das Wort und setzt einen eigenen Akzent in der eingangs erwähnten Diskussion um die Begriffe „Reeducation“ und „Reconstrution“. Für ihn sind das keine sich wechselseitig ausschließenden Konzepte: „Wiederaufbau und Umerziehung sind im Wesentlichen dasselbe. Sie sind eng miteinander verbunden. Der technische Wiederaufbau wird ohne geistiges und intellektuelles Fundament eine tote Maschinerie sein, und die Theorie ohne Praxis wird eine Lüge sein. […] Der deutschen Jugend muss eine konstruktive und inspirierende Idee angeboten werden, ein Lebensinhalt, der die militaristische Ideologie ersetzt.“
Der zweite Einschub verweist einmal mehr auf die Quäker als wichtige Kooperationspartner des G.E.R. Deren Unterstützung für politisch Verfolgte in Deutschland und dann von Emigranten und Emigranteneinrichtungen scheint immer noch nur eher beiläufig ein Forschungsgegenstand zu sein, umfassende Gesamtdarstellungen im deutschsprachigen Raum fehlen. Warburg war selber Lehrer an einer Schule im Exil, der Quäkerschule Eerde, die nur mit Unterstützung der Quäker hatte gegründet werden können. Für diese Schule war Bertha Bracey – wie auch bei der Gründung des G.E.R. – eine wichtige Geldbeschafferin.
Max Warburg und seine Fau Josepha sind nicht nach Deutschland zurückgekehrt, sondern 1947 von den Niederlanden aus nach England übergesiedelt.

## Nachkriegszeit
„Nach dem Krieg kehrten die meisten aktiven deutschen Mitglieder des GER so schnell wie möglich nach Deutschland zurück. In der Folge erlebte das GER das, was man eine Identitätskrise nennen könnte. Sein ursprüngliches Ziel war erreicht, seine Mitglieder zogen nach Deutschland, und so wurde 1946 das Thema der Auflösung der Organisation diskutiert. Es waren die ausscheidenden deutschen Mitglieder, die es für notwendig hielten, das Interesse der Briten an der deutschen Bildung aufrechtzuerhalten. Deshalb verabschiedete das GER eine neue Satzung mit neuen und erweiterten Zielen zur Schaffung einer starken und dauerhaften Beziehung zwischen Großbritannien und Deutschland im Bereich Bildung und Soziales.“

Diese etwas generalisierende Situationsbeschreibung ist nicht ganz zutreffend. Mit der Rückkehr nach Deutschland war es nämlich nicht so einfach, wie sich Fritz Eberhard erinnert. 

„Meine Ausreise erfolgte 1945 mit Hilfe der Amerikaner, in einem ausrangierten Bombenflugzeug nach Brüssel, dann mit dem Auto nach Maastricht. Dort habe ich gewartet und bin noch einmal nach Köln gefahren, zusammen mit Rosenberg übrigens, dem späteren Vorsitzenden des DGB. Die Besichtigung von Köln wurde von den Amerikanern arrangiert. Während die Engländer zunächst keine Emigranten heimließen, waren die Amerikaner dazu bereit, geeignete Ermigranten sozusagen als Sauerteig nach Deutschland zu bringen - sie zeigten uns Köln und fragten uns, nachdem wir dieses schreckliche Trümmerfeld gesehen hatten: „Wollen Sie wirklich noch nach Deutschland? Wir bringen Sie auch wieder nach England zurück.“ Wir wollten alle nach Deutschland.“

Doch selbst dann, als die Ausreise nach Deutschland in stärkerem Maße möglich wurde, sind nicht alle deutschen Mitglieder des G.E.R. sofort nach Deutschland zurückgegangen, und es gab weiterhin noch Aktivitäten in England. 

„Eine besondere Rolle spielte dabei das Lager Wilton Park. Es war eins von vielen britischen Lagern für deutsche Kriegsgefangene. Etwa 4.000 Kriegsgefangene, weniger als ein Frozent aller Kriegsgefangenen in England, konnten zwischen Januar 1946 und Juni 1948 einen der anspruchsvollen akademisch geprägten Unterrichtskurse besuchen, die dort für spätere pädagogische Multiplikatoren in Deutschland angeboten wurden. Einige junge Deutsche, die 1947 Wilton Park besuchten, entschieden sich später für eine Tätigkeit in der Erwachsenenbildung.“

Insgesamt aber ist es naheliegend, dass sich der Schwerpunkt der Arbeit nun auf Aktivitäten in und für Deutschland verlagerte. Mit Hilfe einer in Bonn ansässigen Schwesterorganisation wurden Hilfsaktionen der verschiedensten Art initiiert. Das G.E.R. organisierte den Versand von Tonnen von Büchern für den Vertrieb an deutsche Universitäten, Schulen und Bibliotheken. Für diese Materialien wurde in Großbritannien intensiv geworben, wie dieser Aufruf von Sydney H. Wood und dem damaligen Sektetär des G.E.R., Erich Hirsch zeigt:

„Wir möchten Ihre Leser um Bücher, Broschüren, Zeitschriften und schulische Ausrüstung  für Deutschland bitten. Deutschland ist seit vierzehn Jahren kulturell isoliert und viele wertvolle Bücher in Bibliotheken und Privathäusern wurden von den Nazis und durch Kriegshandlungen zerstört. Wenn ein stabiles Deutschland aus dem gegenwärtigen Chaos hervorgehen soll, ist es unerlässlich, dass eine große Zahl von Männern und Frauen in kürzester Zeit ausgebildet wird, und dies ist nur möglich, wenn genügend Lehrmaterial zur Verfügung steht. Der Bedarf an Büchern und Zeitschriften ist zum Verzweifeln, vor allem in den Bereichen Bildung, Technik, Politik und Wirtschaft. Deutsche Schulen brauchen auch Schulhefte, Stifte, Kreide und anderes Schulmaterial. Wir haben das Gefühl, dass es viele Menschen gibt, die ein oder zwei überflüssige Bücher in ihren Bücherregalen haben, oder Zeitschriften, für die sie keine weitere Verwendung haben, nachdem sie sie gelesen haben.“

Nicht weniger wichtig waren persönliche Begegnungen, und das schon bald nach Kriegsende. „So wurden auf Veranlassung von GER schon sehr früh nach der Niederlage des Nationalsozialismus deutsche Vertreter des Erziehungswesens nach England eingeladen. Unter der Leitung von Adolf Grimme, dem niedersächsischen Kultusminister, besuchte eine deutsche Delegation im Juni 1946 England. In Vorträgen, Sitzungen und Gesprächen mit englischen und deutschen Kollegen, mit hohen Beamten und Ministern, mit Vertretern der Militärregíerunng, mit Politikern, mit Pädagogen, Journalisten und deutschen Kriegsgefangenen berichteten sie über die geistigen und materiellen Bedingnngøn in Deutschland.“ Und über ein „Oxforder Gespräch“ berichtete Die Zeit am 9. Juni 1949, zu dem sich zum ersten Mal nach dem Kriege britische und deutsche Nationalökonomen zusammengefunden hätten. „Daß man als erstes Fachtreffen die Wirtschaftswissenschaftler der beiden Länder zusammenbrachte, war deshalb in mehr als einer Hinsicht ein glücklicher Griff der German Educational Reconstruction, jener vom Geist der Humanität getragenen privaten Organisation, die nichts von dem Beigeschmack ihrer vor sieben Jahren gewählten Bezeichnung an sich hat.“

Auch der Jugendaustausch gehörte zu den wichtigen Aktivitäten des G.E.R. unter dessen Nachkriegssekretär Erich Hirsch. Englischen Jugendgruppen wurde die Möglichkeit geboten, nach Deutschland zu reisen, während umgekehrt deutschen Jugendgruppen und Einzelpersonensowie durch das G.E.R. Studienreisen nach England finanziert und arrangiert bekamen. Ein besonderes Highlight scheinen in diesem Kontext die Ernteeinsätze in England gewesen zu sein. 

„Das Ernte-Camp-Programm war eine weitere Möglichkeit, durch die Deutsche nach England reisen konnten. Es hat seinen Ursprung im Landwirtschaftsministerium. Das Programm umfasste männliche, weibliche und kriegsversehrte Studenten, die Lager in Middlesex, Oxfordshire, Lincolnshire, Essex und Wiltshire besuchten, um bei landwirtschaftlichen Arbeiten und Erntearbeiten zu helfen. Die Initiative zur Einbindung deutscher Studierender kam von der deutschen Versorgungsabteilung des Auswärtigen Amtes. Von den Campern wurde erwartet, dass sie mindestens 36 Stunden pro Woche arbeiten. Aufgrund der Initiative des GER konnten Universitäts- und Hochschulstudenten aus den britischen, amerikanischen und französischen Zonen Deutschlands teilnehmen. Es wurde Arbeitskleidung gestellt, wasserfeste aus dem Kriegsministerium und Kleidung und Schuhe aus privaten Quellen. Camper, die unter der Schirmherrschaft der GER teilnahmen, wurden ermutigt, ihren Lagerlohn zu sparen, um für die Zeit nach der Ernte einen Urlaub in England  finanzieren zu können. Das GER arbeitete zusammen mit seinen Mitgliedern und Kontaktleuten daran, deutsche Ernte-Helfer nach ihrem Aufenthalt in den Camps in britischen Häusern in Großbritannien beherbergen zu können. 1954 beschloss das Landwirtschaftsministerium, keine weiteren Lager zu betreiben. Ab der Saison 1955 wurden einige Lager von der National Farmer's Union oder privaten Aufsehern übernommen. Im Jahre 1958 beschloss die GER, das Ernteprogramm nicht zu wiederholen.“

Von 1946 bis 1951 gab das G.E.R. eine eigene Zeitschrift heraus, das von Paul P. Bondy betreute Bulletin. Das Bulletin erschien zunächst abwechselnd in Deutsch und Englisch, später nur noch auf Englisch. Schwerpunkte der Berichterstattung waren die Aktivitäten der Organisation und die Bedingungen in Deutschland. Das Archiv des „Institute of Education“ am „University College London“ sieht in den Veröffentlichungen des Bulletin eine bis heute wichtige Quelle für die Sozialgeschichtsforschung. „It is therefore a valuable resource for social history and on the changing attitudes between Britain and Germany.“

## Das Ende des G.E.R.
Die Normalisierung der Verhältnisse im Nachkriegsdeutschland führten zu einem allmählichen Bedeutungswandel und schließlich auch Bedeutungsverlust der Arbeit des G.E.R. Es war ein Prozess, der in der Mitte der 1950er Jahre einsetzte und schließlich 1958 zur Beendigung der G.E.R.-Aktivitäten führte. 

„By the mid 1950s the GER was competing with other organisations in the field of Anglo German relations. Many felt that the period of reconstruction was coming to an end also that the promotion of Anglo-German exchange was being carried out successfully elsewhere. This raised the questions of the necessity and relevance of the GER. In an atmosphere of changing British attitudes towards Germany and increased competition for charitable funding the GER was finally wound up in 1958.“